# Tiree Airport

i7
i11
i13
Der Tiree Airport (IATA-Code: TRE, ICAO-Code: EGPU) befindet sich auf der Hebrideninsel Tiree in der Council Area Argyll and Bute vor der Westküste Schottlands. Betreiber und Besitzer ist die Highlands und Islands Airports Limited.

## Geschichte
Der Flughafen ist die ehemalige Royal Air Force Station Tiree. Das Areal wurde 1940 beschlagnahmt und im April 1942 wurde die Basis in Betrieb genommen wurde. Im Frühjahr 1944 war hier die No. 518 Squadron stationiert. Ihre Aufgabe war die Wettererkundung weit draußen auf dem Atlantik, wozu sie speziell ausgerüstete viermotorige Handley Page Halifax einsetzte. Die Wetterdaten der Staffel dienten auch zur Bestimmung eines geeigneten Beginns der Operation Overlord und waren somit mit entscheidend für die erfolgreiche alliierte Invasion in der Normandie.
Der Flughafen wurde 1947 in das Ministry of Civil Aviation überführt. 

## Nutzung
Heutzutage bietet der Flughafen Linienflüge nach Coll, Oban und Glasgow.